# Das Wunder von Bern (Musical)
Das Wunder von Bern oder nur Das Wunder ist ein Musical von dem Regisseur Gil Mehmert und dem Komponisten Martin Lingnau. Das Musical wurde am 23. November 2014 im Hamburger Theater an der Elbe uraufgeführt. Inhaltlich basiert das Musical auf dem gleichnamigen Film Das Wunder von Bern von Sönke Wortmann. Neben dem Fußball 1954 geht es vor allem um die gesellschaftliche Situation in der Nachkriegszeit in West-Deutschland. Sprachlosigkeit und Fassungslosigkeit der Beteiligten, aber auch die Sehnsucht der Jüngeren nach einer besseren Zukunft gehören zum Inhalt des Musicals und werden aufgearbeitet.

## Handlung
Das Wunder von Bern erzählt eine Familiengeschichte vor dem Hintergrund der Fußball-Weltmeisterschaft 1954. Es geht um eine Vater-Sohn-Beziehung im Ruhrgebiet der deutschen Nachkriegszeit. Der neunjährige Matthias lebt mit seiner Mutter Christa und seinen älteren Geschwistern in Essen. Da der Vater Richard immer noch in Kriegsgefangenschaft ist, meistert Christa die schwierigen Nachkriegsjahre ohne ihren Mann an ihrer Seite. Das Leben nach dem Krieg ist hart und jeder kämpft zunächst für sich. Matthias ist ein großer Fußballfan und schwärmt für den deutschen Nationalspieler Helmut Rahn. Für den Neunjährigen ist Rahn ein Vorbild und eingebildeter Ersatzvater, auch weil Matthias seinen Vater Richard noch nie gesehen hat. Matthias’ größter Wunsch ist es, sein Idol zur Fußball-WM zu begleiten. Als sein Vater nach zehn Jahren Kriegsgefangenschaft heimkehrt, verändert sich das Leben der Familie schlagartig. Richard Lubanski ist überfordert mit dem neuen Leben in Deutschland und kommt weder mit der Selbstständigkeit seiner Frau noch mit den Einstellungen und Träumen seiner Kinder zurecht.
Zur gleichen Zeit beginnt die deutsche Fußballnationalmannschaft mit den Vorbereitungen zur ersten Teilnahme an einer Fußball-Weltmeisterschaft nach dem Zweiten Weltkrieg. Zum Endspiel in Bern überrascht Vater Richard seinen Sohn und fährt mit ihm zum Stadion. Zum Ende der zweiten Halbzeit erreichen sie Bern. Nach einem 0:2-Rückstand steht es zu diesem Zeitpunkt im Spiel gegen den klaren Favoriten Ungarn mittlerweile 2:2. Der Ball rollt ins Aus und direkt Matthias vor die Füße. Er hebt den Ball auf und wirft ihn seinem Idol Helmut Rahn zu. Beide sehen sich in die Augen, dann geht das Spiel weiter. Der Reporter kommentiert: „Aus dem Hintergrund müsste Rahn schießen. Rahn schießt…Tor! Tor! Tor! Tor!“ Wenige Minuten später wird das Spiel abgepfiffen und Deutschland ist Fußball-Weltmeister. Die Menschen in der Heimat liegen sich in den Armen und feiern den Sieg ihrer Mannschaft, der nach dem furchtbaren Krieg mit viel Leid, Elend und Tod als Neuanfang gesehen wird.

## Historischer Hintergrund
Die Fußball-Weltmeisterschaft 1954 findet in einer Zeit statt, die immer noch stark von den Folgen des Zweiten Weltkriegs geprägt ist. Hunger, Leid und Elend sind Alltag im noch großflächig zerstörten Deutschland. In den 50er Jahren ging es wirtschaftlich jedoch langsam aufwärts. Die Hochkonjunktur, die vor allem dem Westen Deutschlands bald zu einer Wohlstandsgesellschaft verhalf, ist heute als das Wirtschaftswunder bekannt.
Die Fußballweltmeisterschaft 1954 in der Schweiz war seit 1938 die erste, an der eine deutsche Mannschaft teilnahm. Von vielen deutschen Bürgern wurde dies als ein Zeichen des Zurückkehrens in die Normalität nach dem Krieg und den schweren Nachkriegsjahren empfunden. Die deutsche Nationalmannschaft kommt nur sehr schwer ins Turnier und erfährt eine 3:8-Niederlage gegen Ungarn. Nach zwei Siegen gegen die Türkei erreicht sie trotzdem das Viertelfinale. Nach Siegen gegen Jugoslawien (2:0) und gegen Österreich (6:1) steht sie am 4. Juli 1954 im WM-Finale gegen Ungarn. In der 84. Minute fiel das entscheidende Tor für Deutschland. Sechs Minuten später war Deutschland Fußball-Weltmeister. Heute wird dieser Moment Wunder von Bern genannt.

## Entstehung

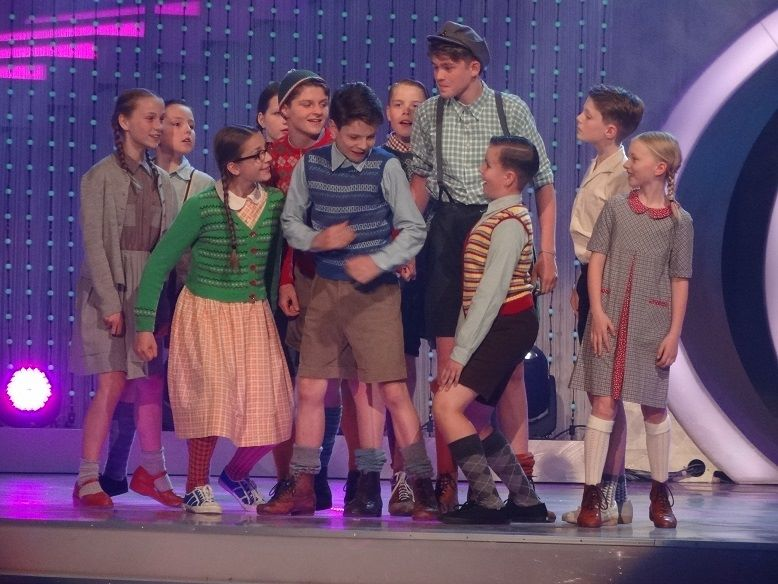
Das Wunder von Bern bei Die Besten im Sommer

Das Musical entstand nach dem Vorbild des Films Das Wunder von Bern von Sönke Wortmann aus dem Jahr 2003. Der Film war sehr erfolgreich und erhielt zahlreiche Auszeichnungen, wodurch ein großes Potenzial für eine Musical-Umsetzung vorhanden war. Viele Dialoge und Situationen sind an den Film angelehnt.

## Musik
Die Musik im Musical Das Wunder von Bern stammt von dem Komponisten Martin Lingnau und dem Produzenten Frank Ramond, der für die Liedtexte verantwortlich ist. Die Songs sind eine Ergänzung zu den Dialogen und Spielhandlungen des Musicals. Sie beschreiben die Gedanken und Gefühle der Figuren. Dies wird durch eingängige Melodien und Texte, die sich an gesprochener Sprache orientieren, erreicht.
Auf der CD der Originalaufnahme sind folgende Songs zu hören:
- Opening
- So wird dat nie wat
- Wir beide werden groß sein
- Da muss man doch gewesen sein
- Ich will wieder heim
- Die großen Spiele
- Kinderspiel
- Rock'n'Roll Rebel
- Ich will doch nur leben
- Lieber Gott
- Wie kann es weitergeh'n für mich
- Seien Sie nicht so deutsch
- Wo steh'n wir
- Immer nur gehorchen
- Wunder gescheh'n
- An Wunder glaubt doch jeder
- Die Krähe
- Kannst du denn wirklich nur an Fußball denken
- Ich bin wieder hier
- Das Endspiel
- Wunder gescheh'n (Reprise)
- Wir beide werden groß sein (Reprise)
- Bonustrack: Kannst du denn wirklich nur an Fußball denken (gesungen von Annett Louisan)

## Aufführungen
- Deutschland: Hamburg: Theater an der Elbe: Weltpremiere: 23. November 2014, Derniere: 5. Januar 2017

## Besetzung
| Rolle                          | Premierenbesetzung 2014 |
| ------------------------------ | ----------------------- |
| Richard Lubanski               | Detlef Leistenschneider |
| Christa Lubanski               | Vera Bolten             |
| Alternierende Christa Lubanski | Sonia Farke             |
| Matthias 'Mattes' Lubanski     | Julius Störmer          |
| Ingrid Lubanski                | Marie-Anjes Lumpp       |
| Bruno Lubanski                 | David Jakobs            |
| Annette Ackermann              | Elisabeth Hübert        |
| Paul Ackermann                 | Andreas Bongard         |
| Helmuth Rahn                   | Dominik Hees            |
| Fritz Walter                   | Mark Weigel             |
| Sepp Herberger                 | Robin Brosch            |
| Pfarrer Keuchel                | Tetje Mierendorf        |
| Tiburski                       | Jogi Kaiser             |

## Auszeichnungen
Das Wunder von Bern wurde im August 2015 in sechs Kategorien für den Deutschen Musical Theater Preis nominiert. Das Stück wurde am 26. Oktober 2015 im Rahmen der Verleihungen des Preises in den Kategorien Bestes Bühnenbild (Jens Kilian), Beste Nebendarstellerin (Elisabeth Hübert), Bester Nebendarsteller (David Jakobs) und Beste Choreografie (Simon Eichenberger, Florian Bücking und Brendan Shelper) ausgezeichnet. Zudem erhielten die Kinderdarsteller einen Sonderpreis.